# Altagracia de Orituco
Altagracia de Orituco − miasto w Wenezueli, w stanie Guárico, stolica gminy José Tadeo Monagas i dawna stolica stanu. Liczy 117 927 mieszkańców.

## Miasta partnerskie
- Caracas, Wenezuela
- El Tigre, Wenezuela
- Maracaibo, Wenezuela
- San Carlos del Zulia, Wenezuela
- Zaraza, Wenezuela
- Maracay, Wenezuela
- San Juan de los Morros, Wenezuela
- Valle de la Pascua, Wenezuela
- Calabozo, Wenezuela
- Barcelona, Wenezuela
- Anaco, Wenezuela
- Punta de Mata, Wenezuela
- Santa Teresa, Wenezuela
- Colonia Tovar, Wenezuela
- Aveiro, Portugalia
- Funchal, Portugalia
- Las Palmas de Gran Canaria, Hiszpania
- Kadyks, Hiszpania
- Zamora, Hiszpania
- Santa Rosa de Cabal, Kolumbia
- Manchester, Wielka Brytania